# Сорокин, Алексей Олегович
Алексе́й Оле́гович Соро́кин (род. 29 апреля 1985) — казахстанский футболист, защитник.

## Карьера
Воспитанник павлодарского футбола. Первым тренером был А. Б. Кадейкин. Профессионально футболом стал заниматься с 2002 года. Выступал за клубы «Экибастузец», «Экибастуз», «Жетысу», «Иртыш» и «Казахмыс». Был на просмотре в кокшетауском «Окжетпесе», но не подошёл команде. Ныне работает тренером в молодёжном составе «Иртыша» не старше 16 лет. Тренер-преподаватель высшего уровня квалификации без категории.